# Смит, Челси
Че́лси Ма́риам Перл Смит (англ. Chelsi Mariam Pearl Smith; 23 августа 1973, Редвуд-Сити, Калифорния, США — 8 сентября 2018, США) — американская фотомодель, актриса

, певица и телеведущая. Победительница конкурсов красоты Мисс США 1995 и Мисс Вселенная 1995.

## Биография
Родилась в городе Редвуд-Сити, в семье 19-летних родителей Крейга Смита и Дениз Тримбл. Её родители развелись, когда ей было два года. Её мать была алкоголичкой и оставила Челси бабушке и дедушке — Барни и Джанетту Смит.
Когда ей было семь, переехала с бабушкой и дедушкой по материнской линии в город Кингвуд (штат Техас). Где бабушка и дедушка также развелись. Окончила Deer Park High School в Дир-Парке. До победы на Мисс США она была второкурсницей в San Jacinto College.

## Мисс Техас
В 1994 году Челси Смит участвовала впервые в конкурсе красоты. Тогда стала полуфиналисткой Мисс Техас, как Мисс Юго-Восток Техас. В том же году победила Мисс округ Галвестон США и получила титул Мисс Конгениальность. Челси является первой мультирасовой американкой — обладательницей титула в истории конкурса.

## Мисс США
Представляла штат на национальном конкурсе красоты Мисс США 1994, который транслировался в прямом эфире из Южный остров Падре. Её соседкой по комнате была Бритт Пауэлл, представлявшая штат Миссури.
Стала явной фавориткой конкурса, войдя в число полуфиналисток первой. Стала четвёртой представительницей штата, пройдя в полуфинал, но с более высокими баллами, чем её соперницы. Прошла с лёгкостью выход в купальниках и интервью с высокими баллами, став первой в Топ 6. Как неоспоримый лидер, она доминировала два тура соревнований.
Когда спросили, что изменила бы в образе Первой леди как консультант, она ответила: «Я бы не стала менять её образ. Верю в то, кто я есть и я увидела сегодня 50 участниц, которые верят в то, кто они. И думаю, она бы не сделала это, если не была самой собой. Я действительно считаю, что она должна оставаться именно такой, какая она есть». Её ответ впечатлил судей, что дало ей высокие баллы. Стала седьмой участницей, завоевавшей титул Мисс США и награду «Мисс Конгениальность». Став единственной, кто завоевал титул Мисс США, Мисс Техас и специальную награду.
После конкурса участвовала в программе «Колесо Фортуны» и выносила награды на People’s Choice Awards.

## Мисс Вселенная
После национального конкурса участвовала в международном конкурсе красоты Мисс Вселенная, прошедшем в Виндхуке (Намибия). По итогам конкурса она получала высокие баллы, которые позволили войти ей в Топ-10 финалисток. Получила корону впервые за последние 15 лет участия США на Мисс Вселенной.

## После конкурсов красоты
Челси Смит работала моделью в Hawaiian Tropic, Jantzen, Pontiac, Venus Swimwear, Pure Protein и в других компаниях. Появилась в сериалах «Мартин», «Строго на юг» и в документальном фильме телеканала TLC «The History of the Bathing Suit».
При поддержке Music World Entertainment/Sony написала и записала с продюсером Дэймон Эллиотт, песню «Dom Da Da» — часть саундтрека для фильма «Милашка» с Камерон Диас в главной роли.
В 2003 году снялась в независимом фильме «Playas Ball» с Аллен Пэйн и Элиз Нил. Приняла участие в съёмках с Бейонсе фильма «Beyonce: Family and Friends Tour» и показанного на HBO фильма «One Flight Stand» с Марком Блукасом и Аишей Тайлер. Была судьёй на конкурсе красоты Юная Мисс США.
28 декабря 1996 года Челси Смит вышла замуж за фитнес-тренера Келли Блэра. 11 сентября 2001 года они развелись.
В 2011 году ей была вручена награда Influential Multiracial Public Figure\.
В 2016 году Смит была судьёй на конкурсе красоты Мисс Перу 2016, проходившем в Ecological Center and Studios of America Television Production (Пачакамак, Лима, Перу).
Челси Мариам Перл Смит умерла от рака печени 8 сентября 2018 года.